# Tyrkaszeni
Tyrkaszeni (bułg. Търкашени) – wieś w Bułgarii, w obwodzie Wielkie Tyrnowo, w gminie Elena. W 2024 roku liczyła 18 mieszkańców.